# Hiei (berg)
De berg Hiei (Japans: 比叡山, Hiei-zan) is een berg in Japan, ten noordoosten van de stad Kyoto ligt. Hij bevindt zich op de grens tussen de prefecturen Kyioto en Shiga.
In 788 werd door Saicho boven op de berg de tempel van Enryaku-ji opgericht, de eerste Japanse voorpost van de boeddhistische Tendai-sekte. Het tempelcomplex werd in 1571 met de grond gelijk gemaakt door Oda Nobunaga, bij het onderdrukken en neerslaan van de macht van de krijgsmonniken (sohei), maar het werd later weer herbouwd en is tot op heden nog een overblijfsel van het Tendai-hoofdkwartier.

## Folklore op de Hiei-berg
De Hiei-berg wordt door de eeuwen heen in vele volksverhalen genoemd. Oorspronkelijk werd de berg beschouwd als verblijfplaats van goden en demonen in de shinto-traditie, hoewel hij vooral bekend is om de boeddhistische monniken, uit de Eryaku-ji-tempel.

## "Marathon monniken"
John Stevens schreef het boek, The Marathon Monks of Mount Hiei (1988), waarin hij de praktijk beschrijft van monniken die satori trachten te bereiken door marathonlopen.

## Bereikbaarheid
De Hiei-berg ligt aan een tolweg en de bergtop is gemakkelijk per auto bereikbaar.
Er zijn ook twee routes per spoor: de Eizan kabelspoorweg vanaf de Kiotozijde tot het verbindingspunt, en dan met de plaatselijke Eizan kabelbaan naar de top, of de Sakamoto kabelspoorweg vanaf de Shigazijde naar de voet van de Enryaku-ji.